# داریوش لوکمیناس
داریوش لوکمیناس (انگلیسی: Darius Lukminas؛ زادهٔ ۹ فوریهٔ ۱۹۶۸) ورزشکار بسکتبال اهل لیتوانی است.
وی در مسابقات کشوری و بین‌المللی در مجموع برندهٔ ۱ مدال نقره، ۱ مدال برنز شده‌است.